# I Korpus Armijny (III Rzesza)
I Korpus Armijny – niemiecki korpus armijny, uczestniczył w agresji na Polskę i Francję oraz ataku na Związek Radziecki. 
I Korpus Armijny sformowany został w 1921 roku. W 1939 roku uczestniczył w agresji na Polskę. 
W tym czasie wchodził w skład 3 Armii i był dowodzony przez gen. por. Waltera Petzela. Następnie brał udział w inwazji na Francję oraz w 1941 roku ataku na Związek Radziecki, na terenie którego walczył do 1944 roku. Otoczony w kotle kurlandzikim, oddał się do niewoli Armii Czerwonej.

## Dowództwo korpusu
Dowódcy:
- gen. Walther von Brauchitsch - 1.04.1937)
- gen. Georg von Küchler (1.04.1937 - 26.08.1939)
- gen. Walter Petzel[2] (26.08.1939 - 25.10.1939)
- gen. Kuno von Both (26.10.1939 - 1.04.1943)
- gen. Otto Wöhler (1.04.1943 - 14.08.1943)
- gen. Martin Grase (15.08.1943 - 31.12.1943)
- gen. Carl Hilpert (1.01.1944 - 20.01.1944)
- gen. por. Walter Hartmann (20.01.1944 - 30.03.1944)
- gen. Carl Hilpe (1.04.1944 - 1.08.1944)
- gen. Theodor Busse (1.08.1944 - 20.01.1945)
- gen. Friedrich Fangohr (20.01.1945 - 20.04.1945)
- gen. por. Christian Usinger (21.04.1945 - do kapitulacji)[3]

Szefowie sztabu:
- płk Walter Weiss (w czasie agresji na Polskę[2])

## Struktura organizacyjna
Skład we wrześniu 1939:
- Dywizja Pancerna Kempf – dowódca generał mjr Werner Kempf
- 11 Dywizja Piechoty – dowódca generał por. Max Bock
- 61 Dywizja Piechoty – dowódca generał mjr Siegfried Haenicke
- 41 korpuśny batalion łączności (zmot.)
- 421 korpuśny oddział zaopatrzenia
- 401 motocyklowy pluton łącznikowy
- 401 oddział kartograficzny
- 401 oddział  żandarmerii polowej
- 401 kolumna mostów towarzyszących
- pociąg pancerny nr 7
- 21 pułk Straży Granicznej
- 501 dowództwo artylerii
  - II/37 pułku artylerii
  - II/47 pułku artylerii
  - 506 batalion artylerii ciężkiej
- 401 kompania sanitarna
- 401 pociąg sanitarny

Skład w 1940 (w czasie ataku na Holandię i Francję):
- 1 Dywizja Piechoty
- 11 Dywizja Piechoty
- 61 Dywizja Piechoty
- 216 Dywizja Piechoty
- 223 Dywizja Piechoty
- 255 Dywizja Piechoty

Skład w lipcu 1943:
- 13 Dywizja Polowa Luftwaffe
- 227 Dywizja Piechoty

Skład w czerwcu 1944:
- 87 Dywizja Piechoty
- 205 Dywizja Piechoty